# Westdorf
Westdorf este o comună din landul Saxonia-Anhalt, Germania.